# Kaga (tàu sân bay Nhật)
Kaga (tiếng Nhật: 加賀, Gia Hạ) là một tàu sân bay của Hải quân Đế quốc Nhật Bản trong Chiến tranh Thế giới thứ hai; là chiếc tàu sân bay thứ ba của Hải quân Nhật được đưa vào hoạt động, với tên được đặt theo tỉnh Kaga cũ trước đây, nay thuộc tỉnh Ishikawa. Thoạt tiên được dự định như một trong hai thiết giáp hạm thuộc lớp Tosa, Kaga được cải biến thành một tàu sân bay theo những điều khoản của Hiệp ước Hải quân Washington để thay thế cho chiếc tàu chiến-tuần dương Amagi vốn đã bị hư hại trong trận động đất Kantō 1923. Kaga được tái cấu trúc vào những năm 1933–1935 nhằm gia tăng tốc độ, cải tiến hệ thống thoát khí và nâng cấp sàn cất-hạ cánh để mang được những máy bay hiện đại lớn và nặng hơn.
Kaga có vai trò nổi bật trong việc phát triển học thuyết lực lượng tấn công tàu sân bay của Hải quân Đế quốc Nhật Bản, trong đó tập hợp các tàu sân bay lại để có một sức mạnh không lực tập trung. Là một khái niệm chiến lược mang tính cách mạng vào lúc đó, việc triển khai học thuyết này đã giúp Nhật Bản đạt được những mục tiêu chiến lược trong sáu tháng đầu tiên của cuộc chiến tranh Thái Bình Dương.
Máy bay của Kaga thoạt tiên đã hỗ trợ cho lực lượng Nhật Bản tại Trung Quốc trong Sự kiện Thượng Hải năm 1932, rồi tham gia cuộc Chiến tranh Trung-Nhật vào cuối những năm 1930. Cùng các tàu sân bay khác, nó tham gia vào cuộc tấn công Trân Châu Cảng vào tháng 12 năm 1941 và chiếm đóng Rabaul ở khu vực Tây Nam Thái Bình Dương vào tháng 1 năm 1942. Sang tháng tiếp theo, máy bay của nó đã ném bom Darwin thuộc Australia giúp hỗ trợ cho việc chiếm đóng Đông Ấn thuộc Hà Lan. Kaga lỡ mất cuộc không kích Ấn Độ Dương vào tháng 4 vì phải quay về Nhật Bản sửa chữa những hư hại do tai nạn va phải một rặng san hô vào tháng 2 trước đó.
Sau khi sửa chữa xong, Kaga gia nhập trở lại Không hạm đội 1 để tham gia trận Midway vào tháng 6 năm 1942. Sau khi ném bom xuống lực lượng Hoa Kỳ trú đóng trên đảo san hô, Kaga cùng với ba tàu sân bay khác bị máy bay xuất phát từ Midway và từ các tàu sân bay Enterprise, Hornet và Yorktown tấn công. Máy bay ném bom bổ nhào của Enterprise đã gây hư hại nặng cho Kaga. Khi đã trở nên rõ ràng là không thể giữ được, nó bị các tàu khu trục Nhật Bản đánh đắm để không bị lọt vào tay đối phương. Việc bị mất bốn tàu sân bay hạm đội trong đó có Kaga tại Midway là một thất bại chiến lược nghiêm trọng cho phía Nhật Bản, góp phần đáng kể cho chiến thắng sau cùng của phe Đồng Minh tại Thái Bình Dương. Đến năm 1999, những mảnh vỡ của Kaga được tìm thấy dưới đáy biển.
Ngày 16 tháng 10 năm 2019, các chuyên gia trên tàu nghiên cứu RV Petrel đã tìm thấy xác tàu Kaga tại độ sâu gần 5.200m ở Thái Bình Dương, gần quần đảo Tây Bắc Hawaii.

## Mô tả

### Thiết kế và chế tạo
Kaga được đặt lườn như một trong số hai thiết giáp hạm nhanh thuộc lớp Tosa, và được hạ thủy vào ngày 17 tháng 11 năm 1921 tại xưởng đóng tàu của hãng Kawasaki Heavy Industries ở Kobe. Đến ngày 5 tháng 2 năm 1922, trong khi chờ đợi hoàn thiện, cả hai chiếc thiết giáp hạm lớp Tosa bị hủy bỏ và được chỉ định cho tháo dỡ theo những điều khoản của Hiệp ước Hải quân Washington.
Tuy nhiên, Hiệp ước cho phép cải biến lườn của hai thiết giáp hạm hay tàu chiến-tuần dương với trọng lượng choán nước tiêu chuẩn cho đến 33.000 tấn Anh (34.000 t) trở thành tàu sân bay. Ban đầu, hai chiếc Amagi và Akagi chưa hoàn tất thuộc lớp tàu chiến-tuần dương Amagi được chọn để hoán cải, nhưng trận động đất lớn Kantō (Quan Đông đại chấn tai) ngày 1 tháng 9 năm 1923 đã phá hủy sườn chiếc Amagi đến mức không thể sửa chữa một cách kinh tế, vì vậy Kaga được chọn để thay thế. Quyết định chính thức cải biến Kaga thành tàu sân bay được công bố vào ngày 13 tháng 12 năm 1923, nhưng công việc đã không tiến hành cho đến năm 1925, sau khi bản vẽ mới được thảo ra cũng như những hư hại của Xưởng hải quân Yokosuka do động đất được sửa chữa. Nó được chính thức đưa ra hoạt động vào ngày 31 tháng 3 năm 1928, nhưng chỉ có ý nghĩa bắt đầu công việc chạy thử máy. Nó gia nhập Hạm đội Liên hợp (Rengo kantai) vào ngày 30 tháng 11 năm 1929 như là chiếc tàu sân bay thứ ba của Hải quân Nhật, sau các chiếc Hōshō (1922) và Akagi (1927).
Kaga được hoàn tất với chiều dài chung 238,5 mét (782 ft 6 in). Nó có mạn thuyền rộng 31,67 mét (103 ft 11 in) và độ sâu mớn nước 7,92 mét (26 ft 0 in) khi đầy tải. Con tàu có trọng lượng choán nước 26.900 tấn Anh (27.300 t) ở tải trọng tiêu chuẩn và 33.693 tấn Anh (34.234 t) khi đầy tải, nhẹ hơn gần 6.000 tấn Anh (6.100 t) so với trọng lượng thiết kế như một thiết giáp hạm. Thủy thủ đoàn đầy đủ của nó gồm 1.340 thành viên.

### Sự bố trí sàn cất-hạ cánh

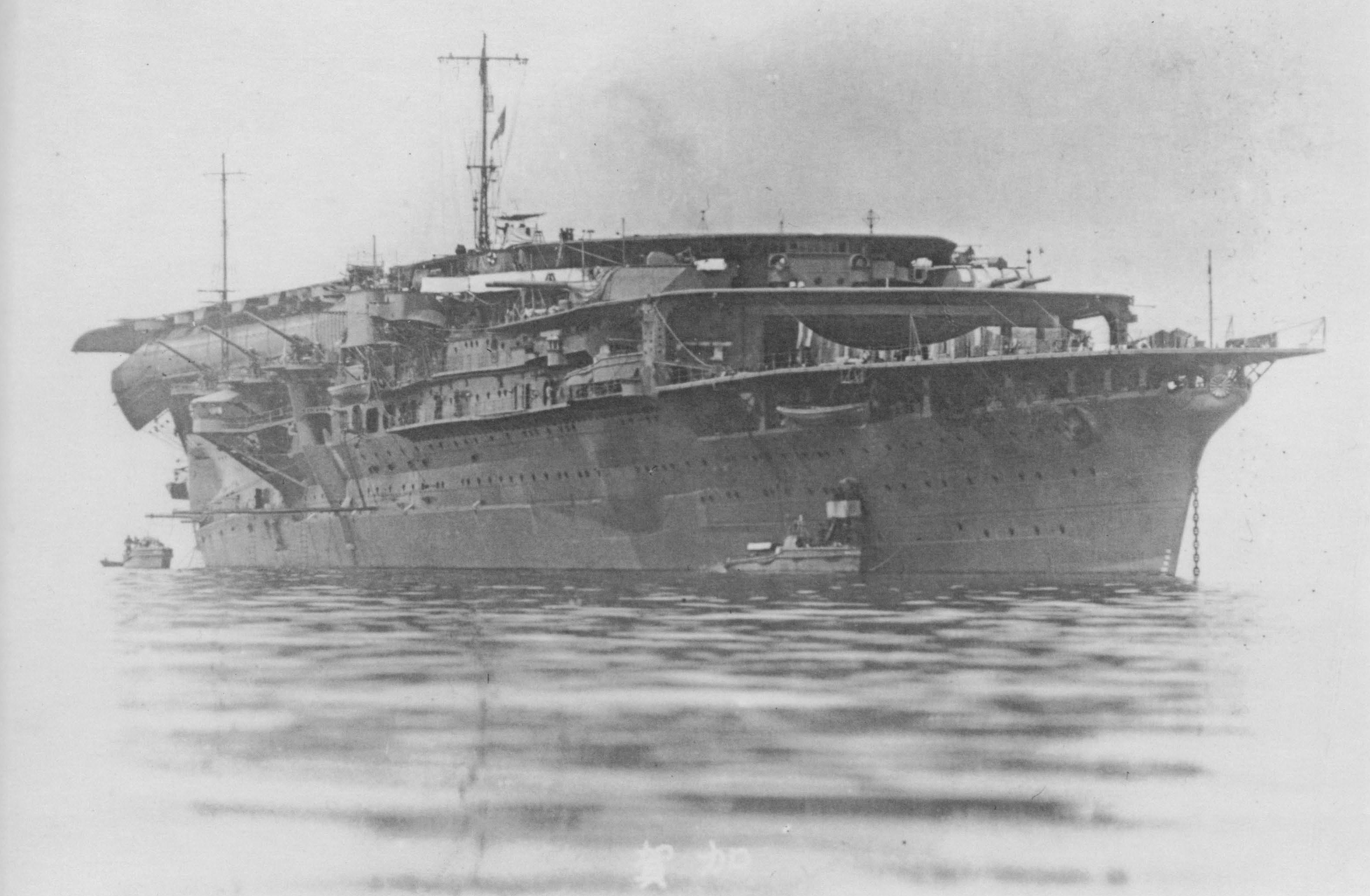
Kaga khi hoàn tất, cho thấy rõ cả ba sàn cất-hạ cánh

Giống như Akagi, Kaga được hoàn tất với ba sàn cất-hạ cánh xếp thượng tầng, là những tàu sân bay duy nhất trên thế giới được thiết kế như vậy. Các tàu sân bay Anh Quốc Glorious, Courageous và Furious, nguyên được cải biến từ những "tàu tuần dương nhẹ lớn", mỗi chiếc có hai sàn cất-hạ cánh, nhưng không có chứng cứ gì là người Nhật đã sao chép kiểu mẫu của người Anh. Rất có thể đây là sự cải tiến mang tính hội tụ những biện pháp nhằm phóng lên càng nhiều máy bay càng tốt. Sàn đáp chính của Kaga dài 171,2 mét (561 ft 8 in); sàn giữa chỉ dài 15 mét (49 ft 3 in) và bắt đầu ngay phía trước cầu tàu; và sàn dưới dài khoảng 55 mét (180 ft 5 in). Nghi vấn đặt ra về sự tiện dụng của sàn giữa bởi vì nó quá ngắn và chỉ cho phép một số máy bay tải trọng nhẹ mới có thể sử dụng được, ngay cả vào thời đại mà máy bay nhỏ và nhẹ hơn nhiều so với thời Thế Chiến II. Ở bất kỳ tốc độ nào, sự tiến triển về tính năng, kích cỡ và trọng lượng máy bay trong những năm 1930 khiến cho ngay cả sàn cất cánh dưới cũng không đảm đương chiều dài lăn bánh cất cánh cần cho thế hệ máy bay mới được đưa vào sử dụng; vì thế hai sàn cất cánh bên dưới được tháo bỏ và bít kín khi nó được hiện đại hóa giữa những năm 1930. Khác biệt so với Akagi, sàn đáp phía trên của Kaga hoàn toàn phẳng cho đến khi nó được bổ sung một tháp chỉ huy vào giai đoạn được hiện đại hóa.
Khi hoàn tất, con tàu có hai hầm chứa máy bay (hangar) chính và một hầm phụ thứ ba, có thể chứa tổng cộng 60 máy bay. Hai hầm chính mở ra vào sàn cất cánh giữa và sàn cất cánh dưới, cho phép máy bay cất cánh trực tiếp từ hầm chứa, trong khi hoạt động hạ cánh diễn ra ở sàn trên. Máy phóng không được trang bị. Thang nâng máy bay phía trước được đặt lệnh sang mạn phải và có kích thước 10,67 nhân 15,85 mét (35 ft 0 in × 52 ft 0 in); thang nâng phía sau đặt trên trục giữa và có kích thước 12,8 nhân 9,15 mét (42 ft 0 in × 30 ft 0 in). Hệ thống dây hãm của nó là kiểu dọc do người Pháp phát triển để sử dụng trên tàu sân bay Béarn của họ; được người Nhật đặt tên là Kiểu Fju (Fju shiki) trong kỹ thuật.
Khi hoàn tất, Kaga mang theo một phi đoàn bao gồm 28 máy bay ném bom-ngư lôi Mitsubishi B1M3, 16 máy bay tiêm kích Nakajima A1N và 16 máy bay tuần tiễu Mitsubishi 2MR.

### Vũ khí và vỏ giáp

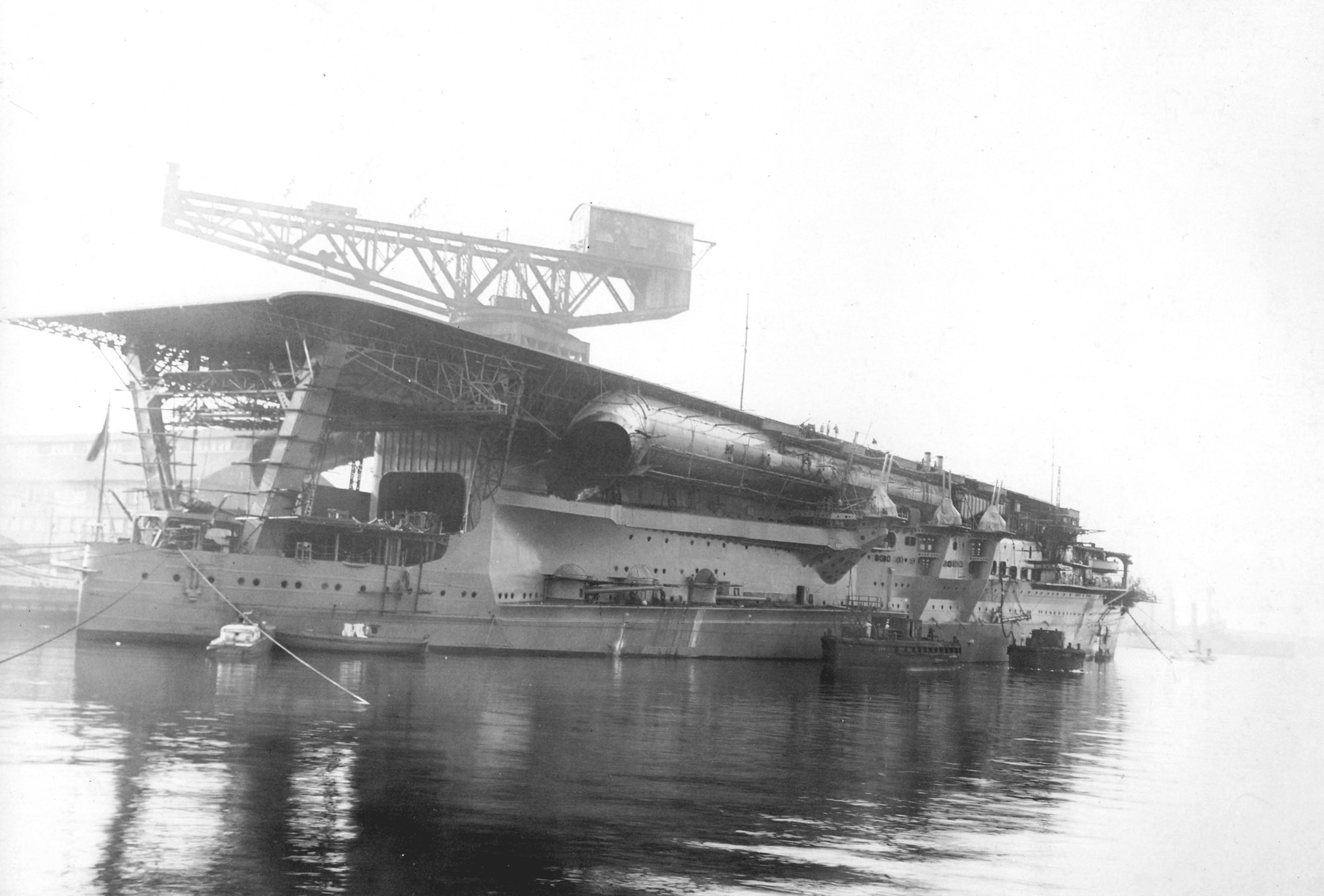
Kaga đang được trang bị hoàn tất, năm 1928. Góc nhìn từ phía sau cho thấy ống khói dài mở rộng về phía sau bên dưới sàn đáp và ba khẩu pháo 8 in trên các tháp pháo ụ.

Kaga được trang bị mười khẩu pháo 20 cm (7,9 in)/50 caliber, gồm hai tháp pháo nòng đôi kiểu B đặt hai bên sàn cất cánh giữa và số còn lại gồm sáu khẩu trong các tháp pháo ụ phía sau. Chúng bắn ra đạn pháo nặng 110 kilôgam (240 lb) với tốc độ 3 đến 6 phát mỗi phút, với lưu tốc đầu đạn 870 m/s (2.900 ft/s); ở góc nâng 25°, chúng cho phép đạt tầm xa tối đa 22.600–24.000 mét (24.700–26.200 yd). Các tháp pháo kiểu B này trên danh nghĩa có thể nâng cho đến góc 70° để cung cấp hỏa lực phòng không bổ sung, nhưng trong thực tế góc nâng tối đa chỉ đạt được 55°. Tốc độ bắn chậm và góc nạp đạn cố định ở 5° làm triệt tiêu mọi khả năng phòng không. Dàn hỏa lực hạng nặng này được bố trí trong trường hợp nó bị tấn công bất ngờ bởi tàu tuần dương đối phương và bị buộc phải tham chiến; nhưng sàn cất-hạ cánh lớn và mong manh, hầm chứa máy bay và cấu trúc thượng tầng làm cho nó trở thành một mục tiêu nổi bật hơn mọi tàu chiến trong các cuộc đụng độ mặt biển. Học thuyết về tàu sân bay vẫn còn đang được phát triển vào lúc đó, và người ta chưa nhận thức được sự phi thực tế của việc đấu pháo tay đôi của tàu sân bay.
Con tàu cũng trang bị vũ khí dành riêng phòng không gồm sáu khẩu 12 cm (4,7 in)/45 caliber nòng đôi, bố trí mỗi bên mạn ba khẩu đội trên những bệ nhô bên dưới mức các ống khói, nơi chúng không thể bắn chéo qua mạn của sàn đáp. Các khẩu pháo này bắn ra đạn pháo nặng 20,3 kilôgam (45 lb) với lưu tốc đầu đạn 825–830 m/s (2.710–2.720 ft/s); ở góc nâng 45° chúng cho phép đạt tầm xa tối đa 16.000 mét (17.000 yd), và có được trần bắn tối đa 10.000 mét (11.000 yd) ở góc nâng 75°. Tốc độ bắn hiệu quả của kiểu vũ khí này là từ 6 đến 8 phát mỗi phút. Nó còn có hai bộ kiểm soát hỏa lực Kiểu 89 để điều khiển các khẩu pháo 20 cm (7,9 in) và hai bộ kiểm soát hỏa lực Kiểu 91 (Kōshaki) vận hành bằng tay dành cho các khẩu pháo phòng không 12 cm (4,7 in).
Khi được tái cấu trúc, độ dày đai giáp của Kaga được giảm từ 280 mm (11 in) xuống còn 152 mm (6 in), và phần trên của bầu chống ngư lôi có lớp giáp dày 127 mm (5 in). Độ dày vỏ giáp sàn tàu cũng được giảm từ 102 mm (4,0 in) xuống còn 38 mm (1,5 in).

### Động lực
Khi Kaga được thiết kế, vấn đề xử lý ảnh hưởng khí nóng thoát ra đối với hoạt động không lực của tàu sân bay vẫn chưa được giải quyết. Các ống khói xoay tròn trên chiếc Hōshō đã không thành công, và những thử nghiệm trong hầm gió không đề xuất được giải pháp nào. Vì vậy Kaga và Akagi được cung cấp những giải pháp khác nhau để đánh giá trong điều kiện hoạt động thực tế. Khí thải của Kaga được góp vào một cặp ống dẫn dài đặt ngang để thải ra phía sau hai bên sàn đáp, cho dù đã có sự dự đoán của các nhà thiết kế hải quân tiếng tăm rằng chúng không thể đẩy hơi nóng ra cách xa sàn đáp. Sự dự báo này đã tỏ ra chính xác, không chỉ vì Kaga chậm hơn Akagi khiến hơi nóng bốc lên cao và ảnh hưởng đến hoạt động hoạt cánh. Một khuyết điểm khác là sức nóng của khí thải khiến cho chỗ nghỉ của thủy thủ đoàn hai bên lườn tàu cạnh ống khói hầu như không thể ở được.
Kaga được hoàn tất với bốn bộ turbine hơi nước Kawasaki Brown-Curtis, mỗi bộ dẫn động một trục chân vịt, tạo ra tổng công suất 91.000 shp (68 MW). Khi được thiết kế như một thiết giáp hạm, nó được hy vọng sẽ đạt tốc độ tối đa 26,5 hải lý trên giờ (49,1 km/h; 30,5 mph), nhưng việc giảm trọng lượng choán nước từ 39.900 tấn Anh (40.500 t) xuống còn 33.693 tấn Anh (34.234 t) đã giúp gia tăng tốc độ tối đa lên 27,5 hải lý trên giờ (50,9 km/h; 31,6 mph), vốn đã đạt được khi chạy thử máy vào ngày 15 tháng 9 năm 1928. Nó có 12 nồi hơi Kampon Kiểu B (Ro) với áp suất hoạt động 20 kg/cm2 (1.961 kPa; 284 psi), trong đó chỉ có 8 nồi hơi được đốt dầu, và 4 chiếc còn lại đốt hỗn hợp dầu và than. Trữ lượng nhiên liệu của nó bao gồm 8.000 tấn Anh (8.100 t) dầu và 1.700 tấn Anh (1.700 t) than, cho phép nó tầm hoạt động 8.000 hải lý (15.000 km; 9.200 mi) ở tốc độ đường trường 14 hải lý trên giờ (26 km/h; 16 mph).

## Lịch sử hoạt động

### Các phục vụ ban đầu – Phát triển học thuyết tàu sân bay

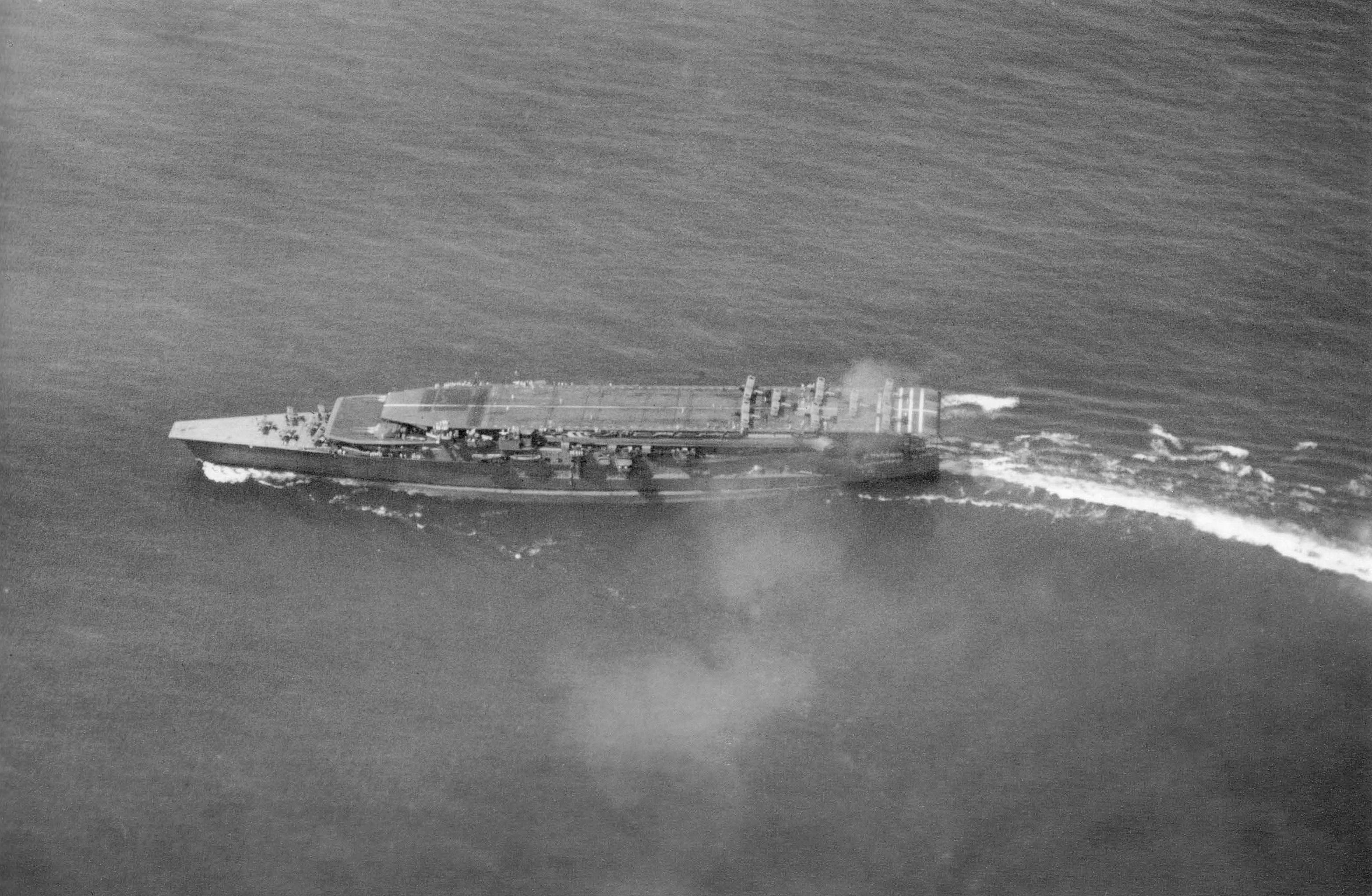
Kaga đang tiến hành các hoạt động không lực vào năm 1930. Những máy bay ném bom-ngư lôi Mitsubishi B1M trên sàn đáp chuẩn bị cất cánh. Máy bay tiêm kích Nakajima A1N Kiểu 3 đang đậu trong hầm phía trước.

Vào ngày 1 tháng 12 năm 1931 Kaga đảm trách vai trò soái hạm của Hàng không chiến đội 1 dưới quyền chỉ huy của Chuẩn đô đốc Takayoshi Katō. Cùng với tàu sân bay Hōshō, Hải đội 1 lên đường vào ngày 29 tháng 1 năm 1932 hướng đến vùng biển Trung Quốc để hỗ trợ cho các đơn vị Lục quân Nhật Bản trong vụ Sự kiện Thượng Hải trong thành phần Hạm đội 3. Những chiếc B1M3 do Kaga và Hōshō mang theo là kiểu máy bay ném bom chính sử dụng trong cuộc xung đột ngắn tại Thượng Hải.
Máy bay của Kaga, hoạt động từ cả hai tàu sân bay và một căn cứ tạm thời tại sân bay Kunda ở Thượng Hải, đã thực hiện các phi vụ hỗ trợ cho các đơn vị mặt đất của Lục quân trong suốt tháng 2 năm 1932. Trong một phi vụ như thế, ba máy bay tiêm kích  Nakajima A1N2 của Kaga, bao gồm một chiếc do phi công ách tương lai Toshio Kuroiwa điều khiển trong một phi vụ hộ tống ba máy bay ném bom-ngư lôi Mitsubishi B1M3, đã ghi được chiến công không chiến đầu tiên của Hải quân Nhật vào ngày 22 tháng 2, khi họ bắn rơi một máy bay Boeing P-12 do một phi công tình nguyện Hoa Kỳ điều khiển. Sau khi có tuyên bố đình chiến vào ngày 3 tháng 3, Kaga quay trở về vùng biển nhà tiếp nối các hoạt động huấn luyện hạm đội cùng các đơn vị còn lại của Hạm đội Liên Hợp.
Vào lúc này, học thuyết hoạt động tàu sân bay của Hải quân Đế quốc Nhật Bản vẫn còn trong những giai đoạn đầu. Kaga cùng các tàu sân bay khác thoạt tiên được giao vai trò như những lực lượng chiến thuật hỗ trợ cho các thiết giáp hạm của hạm đội trong học thuyết của một "trận chiến quyết định" (Kantai Kessen). Trong vai trò này, máy bay của Kaga sẽ tấn công thiết giáp hạm đối phương bằng bom và ngư lôi. Các cuộc không kích nhắm vào tàu sân bay đối phương sau này (bắt đầu vào khoảng 1932–1933) được xem là có tầm quan trọng tương đương, với mục đích đạt được ưu thế trên không vào những giai đoạn đầu của trận chiến. Yếu tố cần thiết trong chiến lược này là tàu sân bay Nhật Bản phải có khả năng tấn công trước với đòn không kích phủ đầu áp đảo. Trong các cuộc thực tập chiến thuật hạm đội, các tàu sân bay bắt đầu hoạt động chung với nhau phía trước hoặc trong hàng chiến trận chính. Chiến lược mới nhấn mạnh đến tốc độ tối đa của cả tàu sân bay lẫn máy bay mà chúng mang theo, cũng như máy bay lớn hơn với tầm hoạt động xa hơn. Do đó đòi hỏi phải có sàn đáp dài hơn trên tàu sân bay để mang được những máy bay mới nặng hơn đang được đưa vào hoạt động.
Kaga nhanh chóng bị đánh giá thấp hơn Akagi do tốc độ chậm hơn, sàn đáp nhỏ (ngắn hơn 64 foot (19,5 m)) và cách sắp xếp hệ thống thoát khí có vấn đề. Do những hạn chế rõ rệt của Kaga, nó được ưu tiên hơn Akagi trong quá trình hiện đại hóa. Kaga được đưa về lực lượng dự bị vào ngày 20 tháng 10 năm 1933 để bắt đầu một đợt tái cấu trúc lớn thứ hai, vốn chính thức bắt đầu vào ngày 25 tháng 6 năm 1934.

### Tái cấu trúc

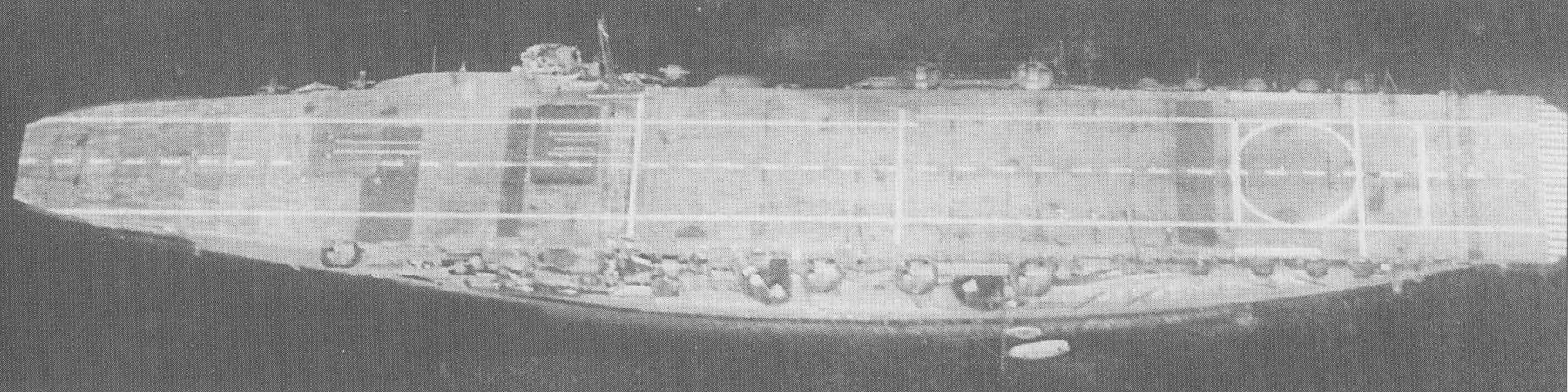
Kaga sau khi được tái cấu trúc, cho thấy sàn đáp mới kéo dài suốt chiều dài trên một lườn thiết giáp hạm mở rộng.

Trong đợt tái cấu trúc lớn thứ hai, hai sàn cất cánh bên dưới của Kaga được cải biến thành hầm chứa máy bay, và cùng với sàn đáp bên trên, được kéo dài ra đến tận mũi. Điều này đã làm gia tăng chiều dài sàn cất-hạ cánh lên 248,55 mét (815 ft 5 in) và tăng số lượng máy bay mang theo lên 90 chiếc (gồm 72 chiếc hoạt động và 18 chiếc dự trữ). Một thang nâng máy bay thứ ba phía trước, kích thước 11,5 nhân 12 mét (37 ft 9 in × 39 ft 4 in), được bổ sung để phục vụ cho các hầm chứa máy bay được mở rộng. Thang nâng dành cho bom và ngư lôi được cải tiến để đưa đạn dược đến tận sàn đáp. Hệ thống dây hãm của nó được thay thế bằng một hệ thống Kiểu 1 do Nhật thiết kế. Một đảo cấu trúc thượng tầng nhỏ bên mạn phải cũng được trang bị.
Hệ thống động lực của nó được thay thế hoàn toàn mới cũng như các chân vịt, đã giúp tăng công suất từ 91.000 shp (67.859 kW) lên 127.400 shp (95.002 kW) khi chạy thử máy. Mỗi bộ turbine Kampon hộp số đa tầng được trang bị bao gồm một turbine áp suất cao, một turbine áp suất thấp và một turbine đường trường, được kết nối vào một trục duy nhất. Các nồi hơi cũ được thay thế bằng tám nồi hơi cải tiến Kampon Kiểu B (Ro) đốt dầu với áp suất hoạt động 22 kg/cm2 (2.157 kPa; 313 psi) ở nhiệt độ 300 °C (572 °F). Lườn tàu được kéo dài thêm 10,3 mét (33 ft 10 in) ở phía đuôi để giảm sức cản, và nó được bổ sung một bầu chống ngư lôi nữa bên trên đai giáp hông ngang với phần trên của bầu hiện hữu, giúp làm tăng chiều ngang mạn tàu và hạ thấp trọng tâm; đây là kết quả từ những bài học thu được sau sự cố Tomozuru vào đầu năm 1934. Việc này đã làm tăng trọng lượng choán nước từ 26.900 tấn Anh (27.332 t) lên 38.200 tấn Anh (38.813 t). Động lực được tăng cường và tải trọng nặng thêm lại bù trừ lẫn nhau, tốc độ tối đa của nó tăng thêm không đầy một knot, lên đến 28,34 hải lý trên giờ (52,49 km/h; 32,61 mph) khi chạy thử máy. Trữ lượng nhiên liệu của nó tăng lên 7.500 tấn Anh (7.620 t) dầu giúp nâng cao tầm xa hoạt động lên 10.000 hải lý (18.520 km; 11.510 mi) ở tốc độ đường trường 16 hải lý trên giờ (30 km/h; 18 mph). Ống dẫn khói ngang kéo dài được thay thế bằng một ống khói duy nhất có miệng hướng xuống dưới bên mạn phải dựa theo kiểu sử dụng trên chiếc Akagi, với một hệ thống làm mát hơi nóng thoát ra bằng nước và một nắp chụp có thể nâng lên để làm thoát khí trong trường hợp con tàu bị nghiêng nặng đến mức miệng ống khói chạm mặt nước. Chỗ trống dôi ra do tháo dỡ ống dẫn ngang được chia thành hai sàn và cải biến thành chỗ nghỉ của các đội bay tăng thêm. Thành phần thủy thủ đoàn đầy đủ của nó tăng lên 1.708 thành viên.
Hai tháp pháo nòng đôi trên sàn cất cánh giữa được loại bỏ, và bốn khẩu pháo 20 cm (7,9 in)/50 caliber kiểu năm thứ 3 đặt trong tháp pháo ụ được bổ sung phía trước. Các khẩu pháo phòng không 12 cm được thay thế bởi tám khẩu 12,7 cm (5,0 in)/40 caliber Kiểu 89 trên các bệ nòng đôi. Chúng bắn ra đạn pháo nặng 23,45 kilôgam (51,7 lb) với tốc độ từ 8 đến 14 phát mỗi phút và lưu tốc đầu đạn 700–725 m/s (2.300–2.380 ft/s); ở góc nâng 45° chúng cho phép đạt tầm xa tối đa 14.800 m (16.200 yd) và một trần bắn tối đa 9.400 m (30.800 ft). Các bệ nhô của chúng được nâng lên một sàn tàu cho phép có một mức độ bắn chéo qua sàn đáp. Mười hai tháp pháo 25 mm (0,98 in) Kiểu 96 nòng đôi được bổ sung cũng trên các bệ nhô; chúng bắn ra đạn pháo nặng ,25 kilôgam (0,55 lb) với lưu tốc đầu đạn 900 m/s (3.000 ft/s); ở góc nâng 50° chúng cho phép đạt tầm xa tối đa 7.500 m (8.200 yd) và một trần bắn tối đa 5.500 m (18.000 ft). Tốc độ bắn hiệu quả chỉ đạt 110–120 phát mỗi phút do phải thường xuyên thay hộp đạn dung lượng 15 viên. Sáu súng máy 6,5 milimét (0,26 in) Kiểu 11 cũng được tăng cường. Sáu bộ điều khiển hỏa lực Kiểu 95 được trang bị để kiểm soát các khẩu pháo 25 mm mới, nhưng Kaga vẫn giữ lại bộ điều khiển hỏa lực đã lạc hậu Kiểu 91 dành cho phòng không.
Nhiều khiếm khuyết nghiêm trọng trong thiết kế của Kaga đã không được hiệu chỉnh. Các bồn chứa xăng máy bay của nó được tích hợp trực tiếp vào cấu trúc của con tàu, có nghĩa là các chấn động đối với lườn tàu, như trúng bom hoặc đạn pháo, có thể được truyền thẳng đến các thùng chứa, gây nút hoặc rò rỉ. Ngoài ra, cấu trúc mới hoàn toàn kín của các hầm chứa máy bay khiến cho việc chữa cháy trở nên khó khăn, ít nhất một phần do hơi nhiên liệu có thể tích tụ trong hầm chứa. Cộng vào mối nguy hiểm đó là yêu cầu của học thuyết tàu sân bay Nhật Bản đòi hỏi máy bay phải được bảo trì, nạp nhiên liệu và nạp đạn dược tại hầm chứa thay vì trên sàn đáp mỗi khi có thể được. Hơn nữa, hầm chứa máy bay và sàn cất-hạ cánh chỉ được bọc giáp hạn chế; và không có dự phòng cho hệ thống chữa cháy của con tàu. Các điểm thiếu sót sau này là những yếu tố mang tính quyết định cho việc mất con tàu.

### Chiến tranh Trung-Nhật

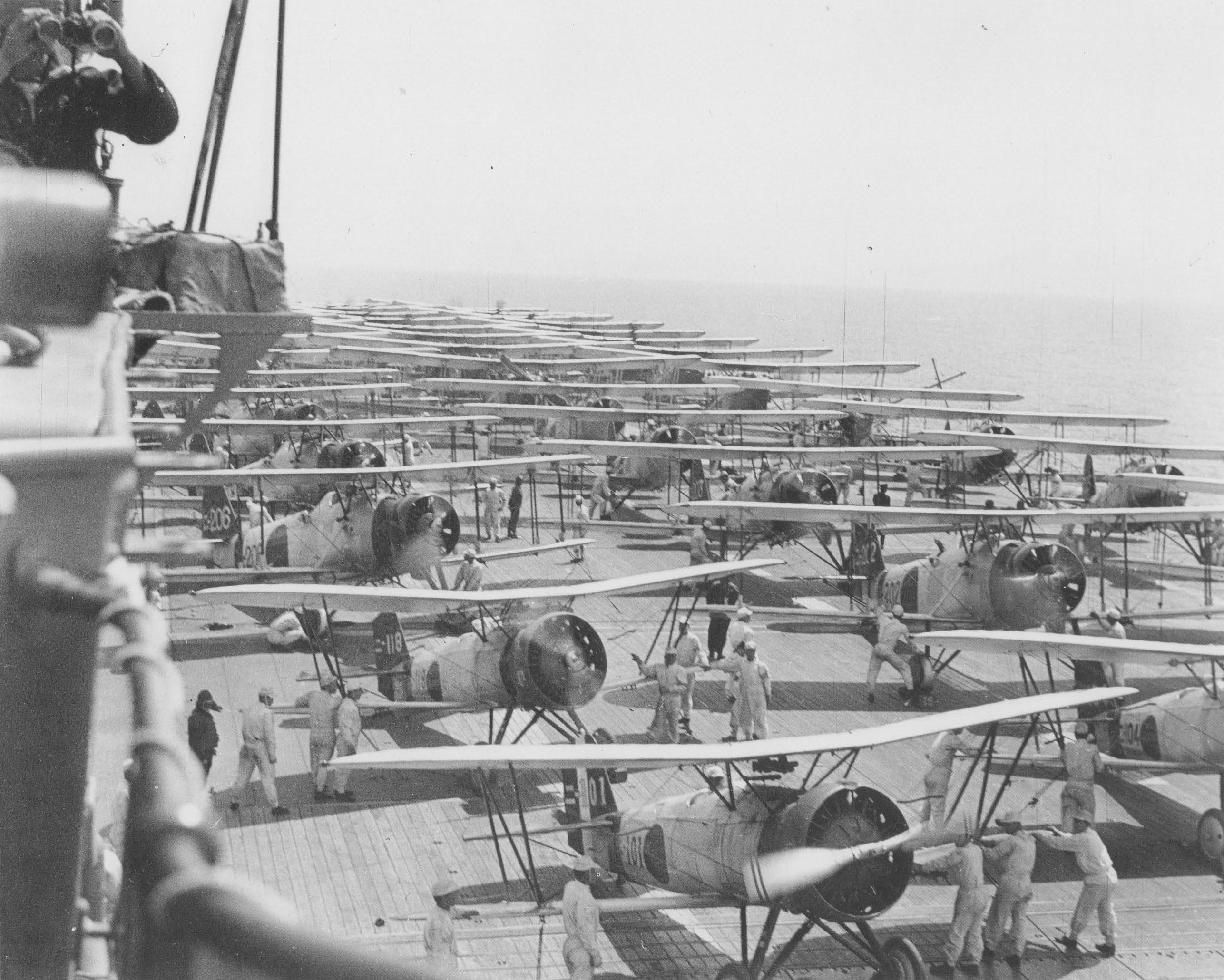
Kaga tiến hành hoạt động không lực, năm 1937. Trên sàn tàu là các kiểu máy bay Nakajima A2N, Aichi D1A, và Mitsubishi B2M.

Kaga quay trở lại phục vụ vào năm 1935 và được phân về Hàng không chiến đội 2. Chiếc tàu sân bay được nhận những kiểu máy bay mới, bao gồm 16 máy bay tiêm kích Nakajima A2N Kiểu 90, 16 máy bay ném bom bổ nhào Aichi D1A Kiểu 94, và 28 máy bay ném bom-ngư lôi Mitsubishi B2M Kiểu 89. Lúc xung đột bùng nổ trở lại tại Trung Quốc sau sự kiện Lư Câu Kiều vào tháng 7 năm 1937, Kaga đang ở vùng biển nhà. Các liên đội chiến đấu của nó hoàn tất việc huấn luyện tại Ōmura, Nagasaki trước khi giúp vào việc hộ tống tàu chở quân tăng viện từ Nhật Bản sang Trung Quốc. Vào ngày 15 tháng 8, cùng với Hōshō và Ryūjō, con tàu trực chiến trong biển Hoa Đông như một phần của Hạm đội 3 và bắt đầu hỗ trợ các chiến dịch quân sự Nhật Bản dọc theo bờ biển Trung Quốc chung quanh Thượng Hải và sâu vào đất liền.
Máy bay của Kaga tham chiến lần đầu tiên vào ngày 16 tháng 8 năm 1937 khi sáu máy bay tiêm kích Kiểu 90 đối đầu với bốn máy bay Trung Quốc bên trên sân bay Kiangwan, bắn rơi ba máy bay đối phương mà không bị tổn thất. Từ ngày 17 tháng 8 đến ngày 7 tháng 9, những chiếc Kiểu 90 của Kaga cùng hai máy bay tiêm kích Mitsubishi A5M Kiểu 96 vốn vừa gia nhập chiếc tàu sân bay vào ngày 22 tháng 8, đã đụng độ với máy bay Trung Quốc trong nhiều dịp khác. Phi công của Kaga tự nhận đã bắn rơi 10 máy bay đối phương trong những cuộc giao chiến này mà không bị thiệt hại. Vào ngày 17 tháng 8, 12 máy bay ném bom của chiếc tàu sân bay đã tấn công Hàng Châu mà không có máy bay tiêm kích hộ tống, và 11 chiếc trong số đó đã bị máy bay Trung Quốc bắn rơi. Bắt đầu từ ngày 15 tháng 9, sáu chiếc máy bay tiêm kích Kiểu 90 cùng sáu chiếc Kiểu 96, 18 máy bay ném bom bổ nhào và 18 máy bay ném bom-ngư lôi từ tàu sân bay được tạm thời bố trí đến sân bay Kunda để hỗ trợ các hoạt động của lực lượng trên bộ.
Đến ngày 26 tháng 9, chiếc tàu sân bay đi đến Sasebo để tiếp liệu. Tại Sasebo, nó được nhận máy bay mới thay thế, bao gồm 32 máy bay tấn công tàu sân bay (ném bom-ngư lôi) Yokosuka B4Y Kiểu 96, 16 máy bay ném bom tàu sân bay (ném bom bổ nhào) Aichi D1A2 Kiểu 96, và thêm 16 máy bay tiêm kích Kiểu 96. Nhiều chiếc máy bay tiêm kích Nakajima A4N Kiểu 95 bổ sung cho lực lượng tiêm kích của chiếc tàu sân bay vào những thời điểm không thể xác định sau đó.
Kaga quay trở lại tuyến đầu vào đầu tháng 10 năm 1937, và ngoại trừ hai chuyến đi ngắn đến Sasebo, đã ở lại ngoài khơi bờ biển Trung Quốc cho đến tháng 12 năm 1938. Sử dụng Đài Loan (lúc này là một phần của Đế quốc Nhật Bản) như là căn cứ, nó đã di chuyển 29.048 hải lý (53.797 km; 33.428 mi) để hỗ trợ các hoạt động quân sự tại phía Nam Trung Quốc và biển Hoa Đông. Vào thời gian này, máy bay ném bom của Kaga đã hỗ trợ Lục quân Nhật bằng cách tấn công các cầu đường sắt, sân bay và phương tiện vận tải. Phi công của tàu sân bay tự nhận đã tiêu diệt được 17 máy bay Trung Quốc trong các trận không chiến trong khi bản thân chỉ mất năm chiếc. Ngày 12 tháng 12 năm 1937, máy bay của Kaga đã tham gia sự kiện Panay.
Kaga đi vào ụ tàu vào ngày 15 tháng 12 năm 1938, nơi hệ thống dây hãm của nó lại được thay thế bằng Kiểu 3 mới hơn và cầu tàu được hiện đại hóa. Sàn cất-hạ cánh và khoảng hầm chứa máy bay được mở rộng, gia tăng khả năng chứa máy bay của con tàu. Nó được đại tu toàn bộ từ ngày 15 tháng 11 năm 1939 đến ngày 15 tháng 11 năm 1940 trước khi quay trở lại phục vụ thường trực. Vào cùng lúc đó, một thế hệ mới các kiểu máy bay chiến đấu được đưa vào sử dụng, và Kaga nhận lên tàu 12 máy bay tiêm kích Mitsubishi A5M, 24 máy bay ném bom bổ nhào Aichi D1A và 36 máy bay ném bom-ngư lôi Yokosuka B4Y; ngoài ra còn có 18 khung máy bay tháo rời được chở theo để dự trữ.
Kinh nghiệm hoạt động tàu sân bay của Nhật Bản ngoài khơi Trung Quốc đã giúp phát triển hơn nữa học thuyết tàu sân bay của Hải quân Đế quốc Nhật Bản. Một bài học rút ra từ cuộc Chiến tranh Trung-Nhật là tầm quan trọng của việc tập trung và tăng cường sức mạnh không lực hải quân về hướng bờ biển. Do đó, vào tháng 4 năm 1941, Hải quân Nhật cho thành lập Không hạm đội 1, còn gọi là Kido Butai, để kết hợp mọi tàu sân bay hạm đội dưới một quyền chỉ huy duy nhất. Vào ngày 10 tháng 4 Kaga được phân về Đội tàu sân bay 1 cùng với Akagi như một phần của hạm đội tàu sân bay mới, vốn còn có Hàng không chiến đội 2 (bao gồm Hiryū và Sōryū) và Hàng không chiến đội 5 (bao gồm Shōkaku và Zuikaku). Học thuyết của Hải quân Nhật nhấn mạnh việc không kích kết hợp lực lượng mọi phi đoàn không lực của đội tàu sân bay hơn là của từng chiếc riêng lẻ. Khi nhiều đội tàu sân bay hoạt động phối hợp, sức mạnh không lực của chúng cũng được kết hợp. Học thuyết về sự tập trung sức mạnh này của Hải quân Đế quốc Nhật Bản là kiểu tiên tiến nhất trên thế giới. Tuy nhiên, họ vẫn lo ngại rằng việc tập trung mọi tàu sân bay lại với nhau khiến chúng trở nên mong manh dễ bị quét sạch toàn bộ bằng một đợt không kích hay giao chiến mặt biển lớn. Do đó, Hải quân Nhật cũng phát triển một giải pháp thỏa hiệp, trong đó các tàu sân bay hạm đội sẽ hoạt động gần nhau trong một đội tàu sân bay, nhưng bản thân các đội sẽ hoạt động trong một đội hình hình vuông lỏng lẻo, với 7.000 mét (7.700 yd) cách quãng giữa các đội tàu sân bay.
Học thuyết của Hải quân Nhật quy định các liên đội không lực tàu sân bay không nên tung ra toàn bộ lực lượng trong một đòn tấn công duy nhất. Thay vào đó, mỗi chiếc tàu sân bay sẽ phóng lên một loạt bao gồm mọi máy bay có thể xếp trên mỗi sàn đáp cùng một lúc; đợt tấn công tiếp theo sẽ gồm những máy bay có thể xếp trên sàn đáp kế tiếp. Như vậy các cuộc không kích của Không hạm đội 1 sẽ bao gồm ít nhất hai đợt máy bay lớn. Điểm đặc biệt là Không hạm đội 1 vẫn không được xem là một lực lượng tấn công chiến lược chủ yếu của Hải quân Đế quốc Nhật Bản, mà chỉ là một thành phần của Lực lượng Đặc nhiệm "Trận chiến Quyết định" (Kantai Kessen) của Hạm đội Liên hợp vốn dựa trên các thiết giáp hạm.
Mặc dù việc tập trung rất nhiều tàu sân bay hạm đội vào một đơn vị duy nhất là một khái niệm tiến công chiến lược mới mang tính cách mạng, Không hạm đội 1 mắc phải nhiều khiếm khuyết trong phòng thủ, khiến cho nó, theo nguyên văn lời của sử gia hải quân Mark Peattie, là một "hàm thủy tinh" (glass jaw): "Nó có thể tung ra một cú đấm nhưng không thể chịu đựng một cú đấm trả." Trên các tàu sân bay Nhật, súng phòng không và các hệ thống điều khiển hỏa lực kèm theo có nhiều thiếu sót về thiết kế và cấu hình làm giới hạn hiệu quả của chúng. Ngoài ra, lực lượng tuần tra chiến đấu trên không (CAP: combat air patrol) của hạm đội Nhật bao gồm quá ít máy bay tiêm kích; và còn bị ảnh hưởng bởi hệ thống cảnh báo sớm không thích đáng, bao gồm việc thiếu sót radar; liên lạc vô tuyến yếu kém với các máy bay tiêm kích làm hạn chế khả năng kiểm soát và chỉ huy tuần tra chiến đấu trên không hiệu quả. Hơn nữa, các tàu chiến hộ tống cho tàu sân bay đã không được huấn luyện hay bố trí để hỗ trợ phòng không ở khoảng cách gần. Những khiếm khuyết này, kết hợp với những điểm yếu trên con tàu đã được mô tả bên trên, cuối cùng đã đưa đến sự diệt vong của Kaga và các tàu sân bay khác của Không hạm đội 1.

### Mở màn Thế Chiến II – Trận Trân Châu Cảng

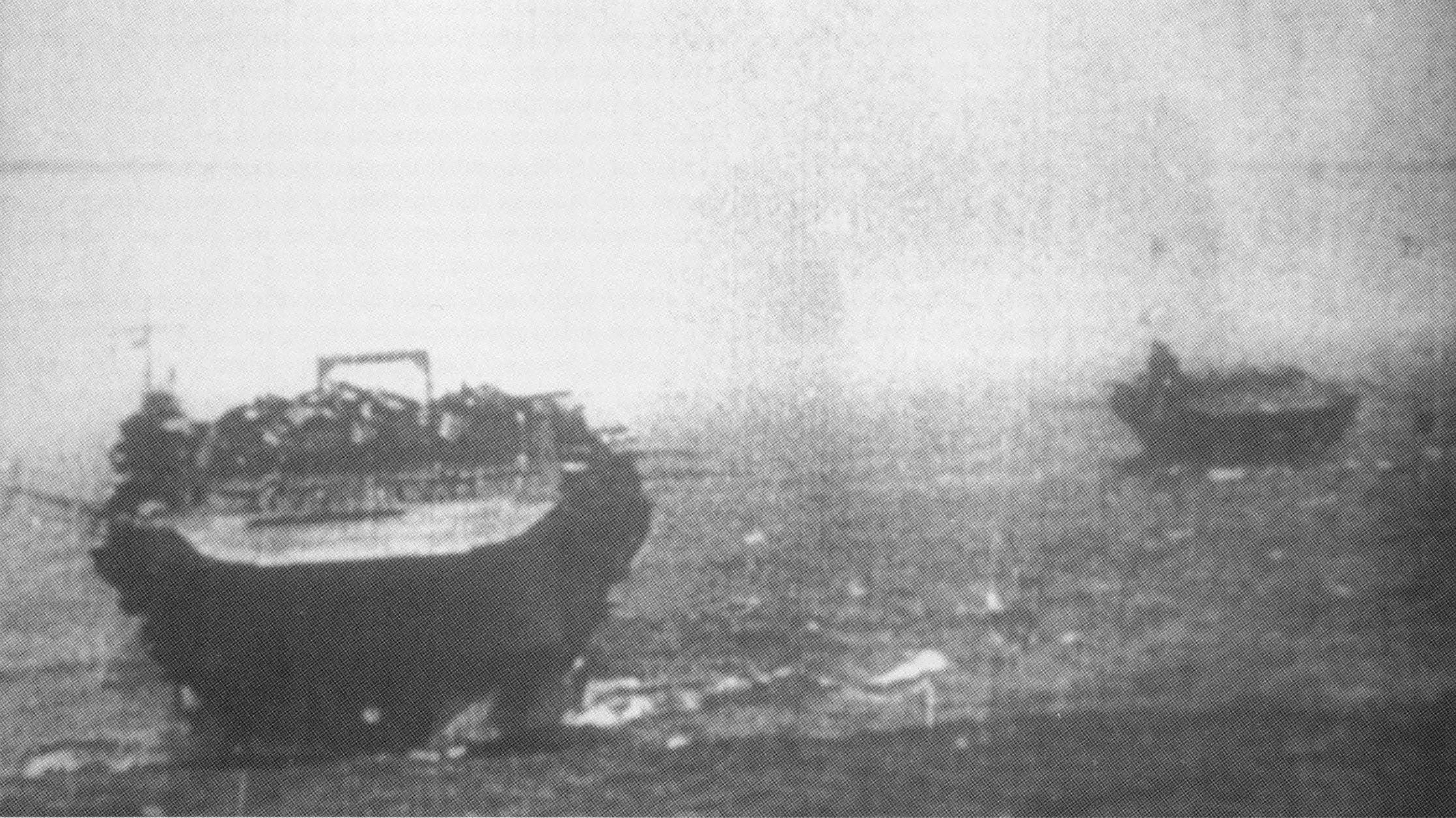
Các tàu sân bay Kaga (phía trước) cùng với Zuikaku (phía sau) trên đường hướng đến Trân Châu Cảng, trong một thời gian nào đó từ ngày 26 tháng 11 đến 7 tháng 12 năm 1941.

Vào tháng 11 năm 1941, Hạm đội Liên hợp Nhật Bản, dưới quyền chỉ huy của Đô đốc Yamamoto Isoroku, chuẩn bị cho việc Nhật Bản chính thức tuyên chiến với Hoa Kỳ bằng cách thực hiện một đòn tấn công phủ đầu xuống Hạm đội Thái Bình Dương của Hải quân Hoa Kỳ đặt căn cứ tại Trân Châu Cảng, Hawaii. Vào ngày 17 tháng 11, tại vịnh Saeki, Hiroshima, dưới quyền chỉ huy của Đại tá Hải quân Jisaku Okada, Kaga chất lên tàu 100 quả ngư lôi được thiết kế đặc biệt để sử dụng trong vùng nước nông tại nơi neo đậu của Trân Châu Cảng. Đến ngày 19 tháng 11, Kaga cùng phần còn lại thuộc lực lượng tấn công cơ động (Kido Butai) của Hạm đội Liên Hợp, dưới quyền chỉ huy của Phó đô đốc Nagumo Chuichi, và bao gồm sáu tàu sân bay hạm đội thuộc các Hàng không chiến đội 1, 2 và 5, đã tập trung tại vịnh Hitokappu thuộc đảo Etorofu. Hạm đội rời Etorofu vào ngày 26 tháng 11, đi theo một hải trình băng ngang Bắc Thái Bình Dương để tránh các tuyến hàng hải thương mại.
Để tấn công Trân Châu Cảng, Kaga mang theo tổng cộng 18 máy bay tiêm kích Mitsubishi A6M Zero, 27 máy bay ném bom-ngư lôi Nakajima B5N và 27 máy bay ném bom bổ nhào Aichi D3A, cùng với ba khung máy bay bay dự trữ của mỗi loại. Vào sáng ngày 7 tháng 12 năm 1941, từ một vị trí cách 230 hải lý (430 km) về phía Bắc hòn đảo, Kaga tham gia cả hai đợt không kích do Không hạm đội 1 tung ra tấn công vào đảo Oahu. Trong đợt tấn công thứ nhất với tổng cộng 213 máy bay, 26 chiếc máy bay ném bom-ngư lôi Nakajima B5N của Kaga đã tấn công các tàu chiến Hoa Kỳ thả neo trong cảng bằng bom và ngư lôi, được hộ tống bởi chín chiếc máy bay tiêm kích Mitsubishi A6M. Trong đợt tấn công thứ hai với tổng cộng 170 máy bay, 26 máy bay ném bom bổ nhào Aichi D3A của Kaga đã nhắm vào sân bay trên đảo Ford giữa cảng trong khi chín máy bay tiêm kích Zero đã hộ tống và tấn công số máy bay đậu trên mặt đất. Có tổng cộng năm chiếc B5N, bốn chiếc Zero và sáu chiếc D3A cùng 31 thành viên các đội bay bị tổn thất trong hai đợt tấn công. Các đội bay ném bom và ngư lôi của Kaga cho là đã ném trúng đích các thiết giáp hạm Nevada, Oklahoma, Arizona, California, West Virginia và Maryland. Phi công tiêm kích của chiếc tàu sân bay khai nhận đã bắn rơi một máy bay Mỹ và phá hủy 20 chiếc khác trên mặt đất. Sau khi hoàn thành cuộc tấn công, các Hàng không chiến đội 1 và 5, bao gồm Kaga, lập tức quay trở về Nhật Bản.

### Chinh phục Thái Bình Dương
Vào tháng 1 năm 1942, từ Truk (nay là Chuuk) thuộc quần đảo Micronesia, Kaga cùng thành phần còn lại thuộc các hải đội 1 và 5 đã hỗ trợ cho cuộc chiếm đóng Rabaul thuộc quần đảo Bismarck, khi lực lượng Nhật Bản bành trướng đến khu vực ngoại vi phòng thủ phía Nam để phòng ngừa các cuộc tấn công từ phía Australia. Nó đã cung cấp 27 máy bay B5N mang bom và 9 máy bay tiêm kích A6M Zero cho đợt không kích ban đầu xuống Rabaul vào ngày 20 tháng 1 năm 1942, khi một chiếc B5N bị hỏa lực phòng không đối phương bắn hạ. Hàng không chiến đội 1 đã tấn công các vị trí Đồng Minh tại đảo Kavieng lân cận vào ngày hôm sau, trong đó Kaga đóng góp 9 chiếc A6M Zero và 16 chiếc D3A. Sang ngày 22 tháng 1, những chiếc D3A và Zero của Kaga lại tấn công Rabaul, khi hai chiếc máy bay ném bom bổ nhào bị buộc phải hạ cánh khẩn cấp, nhưng các đội bay được giải cứu. Kaga quay trở về Truk vào ngày 25 tháng 1; cuối cùng Rabaul và Kavieng lọt vào tay Nhật Bản trong tháng 2.
Vào ngày 9 tháng 2, Kaga va phải một dãi san hô ngầm tại Palau sau khi truy đuổi không thành công lực lượng tàu sân bay Mỹ đã tiến hành không kích xuống quần đảo Marshall vào ngày 1 tháng 2. Hư hại đã làm giảm tốc độ tối đa của chiếc tàu sân bay xuống còn 18 hải lý mỗi giờ. Sau khi được sửa chữa tạm thời, nó tiếp tục đi đến biển Timor, nơi mà vào ngày 19 tháng 2, từ một điểm cách 100 hải lý (190 km) về phía Đông Nam điểm cực Đông của Timor, nó cùng các tàu sân bay thuộc các hải đội 1 và 2 tung ra cuộc không kích xuống Darwin, Australia, trong một nỗ lực nhằm phá hủy các cơ sở cảng và sân bay tại đây để ngăn ngừa mọi sự can thiệp vào công cuộc chiếm đóng Java. Kaga đã đóng góp 27 chiếc B5N mang bom, 18 chiếc D3A và 9 chiếc Zero cho cuộc tấn công, gây cho đối phương sự bất ngờ hoàn toàn. Tám tàu đã bị đánh chìm, trong đó có tàu khu trục Hoa Kỳ Peary, và mười bốn chiếc khác bị hư hại với cái giá tổn thất một chiếc B5N của Kaga. Cuộc tấn công đã có hiệu quả trong việc ngăn chặn Darwin tham gia vào việc kháng cự của Đồng Minh tại Java. Đến tháng 3 năm 1942, đặt căn cứ tại vịnh Staring, Kaga đã hỗ trợ trực tiếp cho cuộc chiếm đóng Java; phần đóng góp đáng kể nhất có lẽ là đã cung cấp 27 chiếc B5N "Kate" mang bom được 9 chiếc "Zero" hộ tống cho cuộc không kích vào ngày 5 tháng 3 xuống Tjilatjap. Trận này tỏ ra rất thành công, đánh chìm tám tàu trong cảng cùng tấn công các khẩu đội phòng không và một kho hàng mà không bị thiệt hại nào. Hầu hết lực lượng Đồng Minh tại Đông Ấn thuộc Hà Lan đã đầu hàng vào cuối tháng 3. Kaga đã không thể tham gia cuộc Không kích Ấn Độ Dương trong tháng 4. Nó đã lên đường quay trở về Sasebo vào ngày 15 tháng 3 để sửa chữa, vào ụ tàu vào ngày 27 tháng 3 và hoàn tất việc sửa chữa vào ngày 4 tháng 4. 

### Trận Midway

#### Không kích Midway

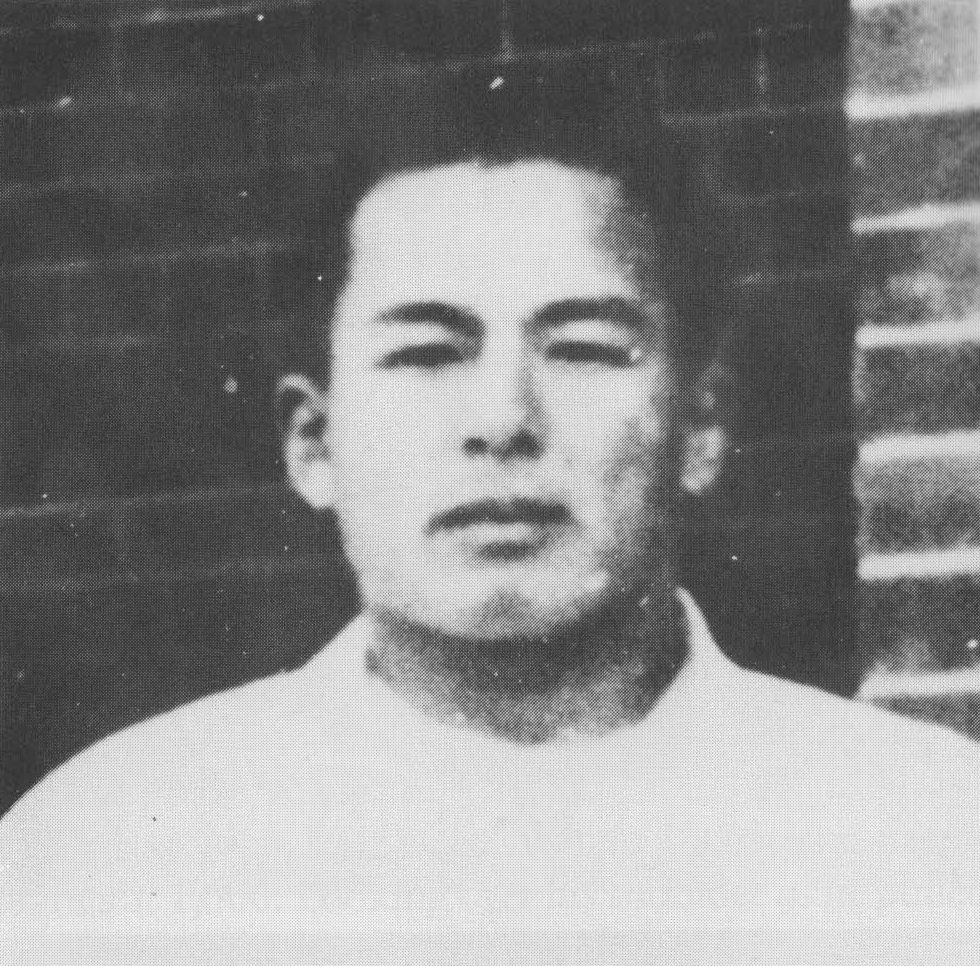
Trung úy Shōichi Ogawa, người dẫn đầu phi đội máy bay ném bom bổ nhào của Kaga trong cuộc tấn công đảo Midway. Cuối ngày hôm đó Ogawa tử thương khi chiếc tàu sân bay bị máy bay ném bom bổ nhào Mỹ đánh trúng.

Lo ngại các cuộc không kích của tàu sân bay Hoa Kỳ tại quần đảo Marshall, Lae-Salamaua cũng như cuộc không kích Doolittle, Đô đốc Yamamoto Isoroku, Tư lệnh Hạm đội Liên hợp, quyết định ép buộc lực lượng Hải quân Hoa Kỳ lộ diện để loại trừ mối đe dọa từ các tàu sân bay đối phương. Ông quyết định tấn công và chiếm đóng đảo Midway, nơi ông biết chắc sẽ thu hút lực lượng tàu sân bay Mỹ vào trận chiến. Mật danh của phía Nhật Bản cho cuộc tấn công Midway là Chiến dịch MI.
Để hỗ trợ cho chiến dịch MI, vào ngày 27 tháng 5 năm 1942, Kaga khởi hành từ vùng biển nội địa Nhật Bản cho chiến dịch sau cùng của nó, cùng với các tàu sân bay Akagi, Hiryū và Sōryū vốn hình thành nên các Hàng không chiến đội 1 và 2, cho cuộc tấn công Midway. Liên đội không quân phối thuộc cho Kaga bao gồm 27 chiếc Zero, 20 chiếc D3A và 27 chiếc B5N. Khi hạm đội được bố trí tại địa điểm cách 250 hải lý (460 km; 290 mi) về phía Tây Bắc Midway vào lúc bình minh (04 giờ 45 phút giờ địa phương) ngày 4 tháng 6 năm 1942, Kaga đóng góp 18 máy bay ném bom bổ nhào D3A do Trung úy Shōichi Ogawa dẫn đầu, được 9 máy bay tiêm kích Zero hộ tống, vào lực lượng ném bom xuống đảo san hô. Những chiếc máy bay ném bom-ngư lôi B5N được trang bị ngư lôi, sẵn sàng trong trường hợp phát hiện ra tàu chiến đối phương trong khi ném bom Midway. Một chiếc Zero và một chiếc D3A đã bị hỏa lực phòng không tại Midway bắn rơi, và thêm bốn chiếc D3A khác bị hư hại; trong khi các phi công Zero của Kaga tự nhận đã bắn rơi 12 máy bay Mỹ bên trên đảo Midway. Một chiếc B5N của Kaga được phóng lên để bổ sung lực lượng trinh sát của hạm đội đối với vùng biển chung quanh. Chiếc tàu sân bay cũng tung ra hai chiếc Zero cho lực lượng tuần tra chiến đấu trên không (CAP). Thêm năm máy bay Zero được phóng lên tăng cường cho lực lượng tuần tra chiến đấu lúc 07 giờ 00, và bảy chiếc máy bay tiêm kích này đã giúp bảo vệ Lực lượng Đặc nhiệm (Kido Butai) khỏi những máy bay tấn công đầu tiên của Mỹ cất cánh từ đảo Midway lúc 07 giờ 10 phút. Tuy nhiên, phía Nhật Bản đã không biết là Hải quân Mỹ đã tiên đoán được kế hoạch MI của Nhật qua việc thu thập tình báo tín hiệu và đã chuẩn bị một cuộc phục kích sử dụng ba tàu sân bay đang sẵn có, được bố trí về phía Đông Bắc Midway.
Lúc 07 giờ 15 phút, đô đốc Nagumo ra lệnh cho những máy bay B5N trên Kaga và Akagi trang bị lại với bom cho một cuộc tấn công khác vào chính Midway. Quy trình này bị kéo dài do số lượng xe đẩy đạn dược dùng để mang bom và ngư lôi bị giới hạn cũng như không đủ thang nâng đạn dược. Điều này có nghĩa là ngư lôi không thể cất giữ bên dưới cho đến khi bom đã được lấy ra khỏi hầm đạn, ráp và gắn lên máy bay. Quy trình này thông thường kéo dài một tiếng rưỡi, và cần thêm thời gian để đưa máy bay lên sàn đáp, làm nóng động cơ và phóng lên. Đến khoảng 07 giờ 40 phút, ông lại đảo ngược mệnh lệnh sau khi nhận được tin từ một trong những máy bay trinh sát đã phát hiện ra các tàu chiến Mỹ. Trước đó lúc 07 giờ 30 phút, Kaga thu hồi ba trong số các máy bay tuần tra chiến đấu trên không của nó.

#### Bị đánh chìm
Bốn máy bay tuần tra chiến đấu của Kaga đang trong quá trình hạ cánh khi 16 máy bay ném bom bổ nhào SBD-2 Dauntless thuộc Liên đội VMSB-241 Thủy quân Lục chiến cất cánh từ Midway, do Thiếu tá Lofton R. Henderson dẫn đầu, tấn công Hiryū mà không có kết quả. Năm chiếc Zero được phóng lên lúc 08 giờ 15 phút; ba chiếc trong số đó đã đánh chặn 12 máy bay ném bom hạng nặng B-17 Flying Fortress của Không lực Mỹ đặt căn cứ tại Midway, nhưng chỉ gây những thiệt hại nhẹ cho những chiếc máy bay ném bom. Chúng đang tìm cách ném bom ba chiếc tàu sân bay kia từ độ cao 20.000 foot (6.100 m), nhưng tất cả đều bị trượt. Năm chiếc D3A cũng gia nhập lực lượng tuần tra chiến đấu trên không vào lúc này; và có thêm một tốp ba chiếc Zero được phóng lên lúc 08 giờ 30 phút. Kaga bắt đầu thu hồi lực lượng tấn công Midway lúc 08 giờ 35 phút và kết thúc việc thu hồi lúc 08 giờ 50 phút; một phi công Zero tử trận sau khi bị rơi lúc hạ cánh.
Năm chiếc Zero phóng lên lúc 08 giờ 15 phút được thu hồi lúc 09 giờ 10 phút; được thay thế bởi sáu chiếc Zero nữa phóng lên lúc 09 giờ 20 phút. Chúng đã đánh chặn cuộc tấn công đầu tiên xuất phát từ tàu sân bay Mỹ: 15 máy bay ném bom bổ nhào TBD Devastator thuộc Liên đội VT-8 của tàu sân bay Hornet, do John C. Waldron dẫn đầu, lúc 09 giờ 22 phút. Tất cả 15 chiếc Devastator đều bị bắn hạ khi chúng tìm cách phóng ngư lôi vào Soryū, tất cả thành viên các đội bay đều tử trận chỉ có một người duy nhất sống sót, Thiếu úy George H. Gay, Jr.. Không lâu sau đó, 14 chiếc Devastator khác thuộc Liên đội VT-6, xuất phát từ tàu sân bay Enterprise do Eugene E. Lindsey dẫn đầu, bị phát hiện. Chúng tìm cách đánh gọng kìm nhắm vào Kaga, nhưng lực lượng tuần tra chiến đấu trên không, được tăng cường thêm 6 chiếc Zero do Kaga phóng lên lúc 10 giờ 00, đã bắn rơi tất cả ngoại trừ bốn chiếc Devastator, và chiếc tàu sân bay né tránh được tất cả các quả ngư lôi.

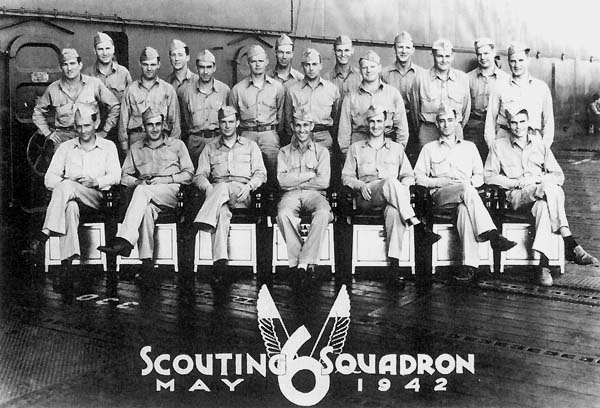
Ảnh chụp nhóm phi công thuộc Liên đội máy bay ném bom bổ nhào VB-6 thuộc Enterprise đã đánh hỏng Kaga: Thiếu úy John Q. Roberts (đứng, bìa trái), bị hỏa lực phòng không của Kaga bắn rơi và thiệt mạng; Thiếu úy James C. Dexter (đứng, thứ ba từ bên phải), có thể đã ném quả bom làm thiệt mạng toàn bộ sĩ quan cao cấp của Kaga trên cầu tàu.

Không lâu sau cuộc tấn công bằng máy bay ném ngư lôi, máy bay ném bom bổ nhào Mỹ xuất phát từ tàu sân bay đã đến bên trên các tàu sân bay Nhật mà hầu như không bị phát hiện, và bắt đầu bổ nhào tấn công. Lúc 10 giờ 22 phút, 28 chiếc SBD Dauntless cất cánh từ Enterprise, do C. Wade McClusky dẫn đầu, bắt đầu tấn công Kaga, đánh trúng nó một quả bom 1.000 pound (450 kg) và ít nhất ba quả bom 500 pound (230 kg). Quả thứ nhất đánh trúng gần thang nâng phía sau, gây các đám cháy tại các khoang nghỉ của thủy thủ đoàn; quả tiếp theo đánh trúng thang nâng phía trước và xuyên thủng vào hầm chứa máy bay phía trên, gây một loạt các vụ nổ và đám cháy dọc theo số máy bay trong hầm tàu đã chất đầy vũ khí và tiếp đầy xăng nhằm chuẩn bị cho cuộc không kích nhắm vào các tàu sân bay Mỹ. Hạm trưởng Okada và đa số sĩ quan cao cấp của con tàu bị giết khi quả bom thứ ba đánh trúng cầu tàu. Quả bom 1000 pound đánh trúng giữa tàu và xuyên thủng sàn đáp để phát nổ trong hầm chứa máy bay phía trên. Vụ nổ làm vỡ các ống dẫn xăng máy bay, làm hỏng cả hai hệ thống chữa cháy bên mạn phải và mạn trái, máy phát điện dự phòng cho các bơm cứu hỏa cũng như hệ thống chữa cháy bằng carbon dioxide. Đám cháy bùng phát do xăng máy bay chảy tràn trên sàn chứa máy bay, gây nổ 80.000 pound (36.000 kg) bom và ngư lôi trải khắp sàn tàu trong một loạt các vụ nổ vốn đã làm boong các mặt hông hầm chứa máy bay. Hầu như cùng thời gian đó, máy bay ném bom bổ nhào Mỹ cũng đánh trúng và làm tử thương Akagi và Sōryū.
Không thể trấn áp các đám cháy, những người sống sót của Kaga được các tàu khu trục Hagikaze và Maikaze vớt lên từ 14 giờ 00 đến 17 giờ 00. Lúc khoảng 19 giờ 25 phút, nó bị đánh đắm bởi hai quả ngư lôi phóng từ Hagikaze, và đã chìm với đuôi chìm trước tại tọa độ 30°20′B 179°17′T / 30,333°B 179,283°T. Thiếu úy Takeshi Maeda, thành viên một đội bay B5N của Kaga bị thương và được chiếc Hagikaze cứu vớt, đã mô tả quang cảnh: "Đồng đội của tôi đưa tôi lên boong tàu để tôi có thể nhìn thấy những giây phút cuối cùng của chiếc tàu sân bay yêu quý vốn đang ở gần đó. Mặc dù tôi đang đau đớn, những giọt nước mắt bắt đầu chảy dài trên gò má, và mọi người chung quanh tôi gào khóc; đó là một cảnh tượng rất buồn thảm."
Tổn thất nhân mạng của chiếc tàu sân bay là 811 người tử trận, phần lớn trong số kỹ thuật viên cơ khí máy bay và nhân viên vũ khí dưới hầm chứa máy bay cùng số kỹ thuật viên hầm máy, nhiều người bị mắc kẹt bên dưới các phòng nồi hơi và động cơ bởi đám cháy lan tràn không thể kiểm soát được bên trên họ. 21 phi công trên tàu đã thiệt mạng. Việc bị mất Kaga cùng với ba tàu sân bay hạm đội khác tại Midway (Hiryū cũng bị đánh chìm sau đó trong trận này), tức hai phần ba tổng số tàu sân bay hạm đội, cùng những đội bay nòng cốt của Không hạm đội 1, là một thất bại chiến lược nghiêm trọng cho phía Nhật Bản, góp phần đáng kể cho thất bại sau cùng của Nhật Bản trong chiến tranh.

## Khảo sát xác tàu đắm
Vào tháng 5 năm 1999, hãng Nauticos Corporation phối hợp cùng với Hải quân Mỹ đã phát hiện một số mảnh tàu đắm của Kaga. Họ sử dụng chiếc tàu nghiên cứu RV Melville trong đợt khảo sát một khu vực tập trận hạm đội cùng với một hệ thống vẽ bản đồ bằng siêu âm SAEMAP vừa mới được cải tiến của Hải quân Mỹ. Một cuộc thăm dò tiếp theo do chiếc USNS Sumner (T-AGS-61) tiến hành vào tháng 9 năm 1999 đã tìm thấy địa điểm đắm tàu và được chụp ảnh. Các mảnh vở thuộc xác tàu đắm của Kaga bao gồm một đoạn vách ngăn hầm chứa máy bay dài 50 ft (15 m), hai nòng pháo cao xạ 25 mm và một đèn dẫn đường hạ cánh. Các hiện vật này nằm ở độ sâu 17.000 foot (5.200 m) dưới đáy biển.

## Danh sách thuyền trưởng
| Thuyền trưởng       | Thời gian                                   | Ghi chú                                          |
| ------------------- | ------------------------------------------- | ------------------------------------------------ |
| Seizaburo Kobayashi | 10 tháng 03 năm 1927 – 01 tháng 12 năm 1927 | Sĩ quan trang bị trưởng                          |
| Giichiro Kawamura   | 01 tháng 12 năm 1927 – 01 tháng 03 năm 1928 | Sĩ quan trang bị trưởng                          |
| Giichiro Kawamura   | 01 tháng 03 năm 1928 – 01 tháng 12 năm 1930 |                                                  |
| Sekizo Uno          | 01 tháng 12 năm 1930 – 01 tháng 12 năm 1931 |                                                  |
| Jiro Onishi         | 01 tháng 12 năm 1931 – 15 tháng 11 năm 1932 |                                                  |
| Shunichi Okada      | 15 tháng 11 năm 1932 – 28 tháng 11 năm 1932 |                                                  |
| Goro Hara           | 28 tháng 11 năm 1932 – 14 tháng 02 năm 1933 |                                                  |
| Sonosuke Kobayashi  | 14 tháng 02 năm 1933 – 15 tháng 11 năm 1933 |                                                  |
| Eijiro Kondo        | 15 tháng 11 năm 1933 – 15 tháng 11 năm 1934 |                                                  |
| Teizo Mitsunami     | 15 tháng 11 năm 1934 – 01 tháng 12 năm 1936 |                                                  |
| Ayao Inagaki        | 01 tháng 12 năm 1936 – 01 tháng 12 năm 1937 |                                                  |
| Katsuo Abe          | 01 tháng 12 năm 1937 – 25 tháng 04 năm 1938 |                                                  |
| Ichiro Ono          | 25 tháng 04 năm 1938 – 15 tháng 12 năm 1938 | Thăng lên Chuẩn đô đốc ngày 15 tháng 11 năm 1938 |
| Setsuzo Yoshitomi   | 15 tháng 12 năm 1938 – 15 tháng 11 năm 1939 |                                                  |
| Kyuji Kubo          | 15 tháng 11 năm 1939 – 15 tháng 10 năm 1940 |                                                  |
| Sadayoshi Yamada    | 15 tháng 10 năm 1940 – 15 tháng 09 năm 1941 |                                                  |
| Jisaku Okada        | 15 tháng 09 năm 1941 – 04 tháng 06 năm 1942 | Tử trận                                          |